# Laura Gundersen
Laura Sofie Coucheron Gundersen, z domu Svendsen (ur. 27 maja 1833 w Bergen, zm. 25 grudnia 1898 w Kristianii) – norweska aktorka.
Była pierwszą norweską aktorką, którą zatrudniono (1873) w teatrze Christiania, gdzie angażowano wyłącznie Duńczyków i grano tylko po duńsku. Występowała w sztukach Williama Shakespeare’a (jako Lady Makbet i Hermiona w Zimowej opowieści) oraz w dramatach Bjørnstjerne Bjørnsona (Maria Stuart i Skotland, Leonarda) i Henrika Ibsena (Kobieta z morza, Jan Gabriel Borkman). W roku 1864 poślubiła aktora Sigvarda Gundersena. Wraz z nim została pochowana na cmentarzu Chrystusa Zbawiciela.